# Claudia Testoni
Claudia Giuseppina Maria Testoni (po mężu Pedrazzini, ur. 19 grudnia 1915 w Bolonii, zm. 17 lipca 1998 w Cagliari) – włoska lekkoatletka, specjalizująca się w biegu na 80 metrów przez płotki, mistrzyni Europy.
Na Igrzyskach Olimpijskich w Berlinie w 1936 dwukrotnie zajmowała 4. miejsce – w biegu na 80 m przez płotki oraz w sztafecie 4 × 100 m. Bieg płotkarski był bardzo wyrównany i cztery pierwsze zawodniczki wpadły na metę równocześnie. Dopiero zdjęcie z fotofiniszu wykazały, że Testoni nie zmieściła się na podium. Bieg wygrała wówczas jej rodaczka i największa rywalka Trebisonda Valla.
W 1938 Testoni zdobyła tytuł mistrzyni Europy z rekordowym wówczas czasem 11,6 sek. Pokonała wówczas Niemkę Gelius i Holenderkę Ter Braake.